# Pilophorus salicis
Pilophorus salicis är en insektsart som beskrevs av Knight 1968. Pilophorus salicis ingår i släktet Pilophorus och familjen ängsskinnbaggar. Inga underarter finns listade i Catalogue of Life.